# Коробеньково
Коробеньково — деревня в Кашинском городском округе Тверской области.

## География
Находится в юго-восточной части Тверской области на расстоянии приблизительно 18 км на восток-юго-восток по прямой от города Кашин недалеко от правого берега речки Нерехта.

## История
Деревня была показана ещё на карте 1825 года. В 1859 году здесь (деревня Кашинского уезда) было учтено 19 дворов, в 1978 — 13. До 2018 года входила в состав ныне упразднённого Карабузинского сельского поселения.

## Население
Численность населения: 128 человек (1859 год), 0 как в 2002 году, так и в 2010.